# Janusz Maciej Hereźniak
Janusz Maciej Hereźniak (ur. 24 stycznia 1935 w Wancerzowie, zm. 6 marca 2016) – polski naukowiec, profesor doktor habilitowany biologii, specjalista geobotaniki, ekologii roślin i dendrologii, artysta fotografik.
Absolwent IV LO im. Sienkiewicza w Częstochowie (matura 1952) i Uniwersytetu Łódzkiego (magister 1961). Pracownik naukowy Uniwersytetu Łódzkiego (Katedra Geobotaniki i Ekologii Roślin). Doktor od 1969, samodzielny pracownik nauki od 1995, profesor od 2003. Członek Komitetu Botaniki PAN (2003–2010) i Komitetu Ochrony Przyrody PAN (2007–2010). Silnie związany z Częstochową, wiceprezes Częstochowskiego Towarzystwa Naukowego.
Odznaczony Złotym (1982) oraz Srebrnym Krzyżem Zasługi (1979), odznaką Zasłużony Działacz Kultury (1980), dwukrotnie Złotą Odznaką „Za zasługi dla ochrony środowiska i gospodarki wodnej” (1987, 1988), Srebrną i Złotą Odznaka Centralnego Związku Spółdzielni Budownictwa Mieszkaniowego (1978, 1982) i Medalem Komisji Edukacji Narodowej RP (2004). Otrzymał Nagrodę im. Karola Miarki (2006) oraz Odznakę honorowa „Zasłużony dla Kultury Polskiej” (2009). Członek honorowy Polskiego Towarzystwa Botanicznego (2013).
Współautor projektu i orędownik powołania Jurajskiego Parku Narodowego, inicjator intensyfikacji badań florystycznych i fitosocjologicznych północnej części Wyżyny Krakowsko-Częstochowskiej.
Pochowany w alei zasłużonych na cmentarzu komunalnym Doły w Łodzi.